# Erich Schüler (Politiker, 1905)

Erich Schüler

Erich Max Waldemar Schüler (* 31. Januar 1905 in Berlin; † 25. April 1987 in Bruchköbel, Hessen) war ein deutscher Politiker (NSDAP).

## Leben und Wirken
Schüler war ein Sohn des Max Georg Walter Schüler und seiner Frau Frida Anna Amalia, geb. Schulz. Nach dem Besuch der Gemeindeschule und der Carl-Michaelis-Realschule in Berlin erwarb Schüler die Obersekundareife. 1922 begann er eine Lehre bei der Commerz- und Privatbank. Von 1925 bis 1935 arbeitete er als Bankbeamter.
Anfang Januar 1928 wurde Schüler SA-Mann beim SA-Sturm 27 in Berlin. In der SA wurde er zuletzt im November 1942 zum Obersturmbannführer befördert. In die NSDAP trat er am 1. Mai 1928 ein (Mitgliedsnummer 88.687). In der Partei übernahm er zunächst Ämter als Sektionsführer bzw. Ortsgruppenleiter der Sektion Süd-Ost, mit Sitz im Lokal Wiener Garten. Es folgten Ämter als Unter-Straßenzellenleiter und Erster Kassenleiter der Sektion Süd-Ost, bevor er am 3. Juni 1929 zum Sektionsführer des Gaues Berlin ernannt wurde, was er bis zum 30. September 1932 blieb. Vom 1. Juli 1932 bis zum 30. September 1932 stand er der Nationalsozialistischen Volkswohlfahrt (NSV) des Bezirks Berlin-Mitte als Leiter vor. Anschließend fungierte er vom 1. Oktober 1932 bis zum 20. November 1932 als Stabsleiter der Gauinspektion Westen, um vom 29. November 1932 bis zum 3. Januar 1938 die Leitung des NSDAP-Kreises IX (Berlin-Köpenick) zu übernehmen.
Nach der nationalsozialistischen „Machtergreifung“ begann Schüler auch öffentliche Ämter wahrzunehmen: Von Juni 1933 bis Juni 1935 amtierte er als unbesoldeter Stadtrat beim Bezirksamt Kreuzberg, dann als hauptamtlicher Stadtrat und seit 1936 als Erster Bezirksstadtrat desselben Bezirks.
Am 3. Januar 1938 wurde Schüler schließlich zum Leiter der Inspektionsdienststelle des Gaupropagandaamtes der NSDAP für den Gau Berlin ernannt.
Vom 29. März 1936 bis zum Ende der NS-Herrschaft im Frühjahr 1945 saß Schüler außerdem als Abgeordneter für den Wahlkreis 3 (Berlin Ost) im nationalsozialistischen Reichstag. Schüler war ferner Mitglied der NSBO (Mitgliedsnummer 250) und Träger des Ehrenzeichens der NSDAP und des silbernen Gauehrenzeichens.
Im Zweiten Weltkrieg leistete Schüler von 1941 bis 1942 Kriegsdienst.
Nach Ende des Krieges lebte Schüler in Hessen, zuerst in Hanau und später in Oberissigheim und Bruchköbel, wo er 1987 im Alter von 82 Jahren starb.

## Ehe und Familie
Am 2. März 1929 heiratete Schüler Erna Hedwig Luise Otto (* 28. August 1905 in Greifswald). Diese Ehe wurde durch ein am 20. Februar 1936 rechtskräftig gewordenes Urteil des Landgerichts Berlin geschieden (281.R.27.36). 1937 heiratete er in zweiter Ehe eine Frau Mörckel.